# Danh sách ngọn núi trên bán đảo Triều Tiên
Dưới đây là danh sách các ngọn núi trên bán đảo Triều Tiên.

## Bắc Triều Tiên

### Bình Nhưỡng
- Taesongsan (대성산; 大成山) – 270 metres (890 ft)

### TỉnhChagang
- Namsan (남산; 南山) – 539 metres (1,768 ft)
- Obongsan (오봉산; 五峰山) – 1,180 metres (3,870 ft)

### Tỉnh Pyongan Bắc
- Myohyangsan (묘향산; 妙香山) – 1,909 metres (6,263 ft)

### Tỉnh Hwanghae Nam
- Kuwolsan (구월산; 九月山) – 954 metres (3,130 ft)
- Maebongsan (매봉산; 梅峰山) – 197 metres (646 ft)
- Namsan (남산; 南山) – 122 metres (400 ft)
- Namsan (남산; 南山) – 148 metres (486 ft)

### Tỉnh Kangwon
- Kumgangsan (금강산; 金剛山) – 1,638 metres (5,374 ft)
- Maebongsan (매봉산; 梅峰山) – 1,578 metres (5,177 ft)
- Obongsan (오봉산; 五峰山) – 1,264 metres (4,147 ft)

### Tỉnh Hamgyong Nam
- Madaesan (마대산; 馬垈山) – 1,745 metres (5,725 ft)
- Obongsan (오봉산; 五峰山) – 1,289 metres (4,229 ft)

### Tỉnh Hamgyong Bắc
- Chilbosan (칠보산; 七寶山) – 906 metres (2,972 ft)
- Mantapsan (만탑산; 萬塔山) – 2,205 metres (7,234 ft)

### Tỉnh Ryanggang
- Paektusan (백두산; 白頭山) – 2,744 metres (9,003 ft), Ngọn núi cao nhất Bán Đảo Triều Tiên.

## Hàn Quốc

### Seoul
- Achasan (아차산;峨嵯山) – 287 meters (942 ft)
- Bukhansan (북한산; 北漢山) – 836.5 metres (2,744 ft)
- Buramsan (불암산; 佛岩山) – 507 metres (1,663 ft)
- Cheonggyesan (청계산; 淸溪山) – 620 metres (2,030 ft)
- Dobongsan (도봉산; 道峰山) – 739.5 metres (2,426 ft)
- Eungbongsan (응봉산; 應峰山) – 81 metres (266 ft)
- Gwanaksan (관악산; 冠岳山) – 632 metres (2,073 ft)
- Inwangsan (인왕산; 仁王山) – 338 metres (1,109 ft)
- Namsan (남산; 南山) – 262 metres (860 ft)
- Samseongsan (삼성산; 三聖山) – 481 metres (1,578 ft)
- Suraksan (수락산; 水落山) – 637.7 metres (2,092 ft)
- Yongmabong (용마봉; 龍馬峰) – 348 metres (1,142 ft)

### Busan
- Geumjeongsan (금정산; 金井山) – 801.5 metres (2,630 ft)
- Jangsan (장산; 壯山) – 634 metres (2,080 ft)
- Seunghaksan (승학산; 乘鶴山) – 496 meters (1627 ft)

### Daegu
- Choejeongsan (최정산; 最頂山) – 905 metres (2,969 ft)
- Gasan (가산; 假山) – 901.6 metres (2,958 ft)
- Palgongsan (팔공산;八公山) 1,193 metres (3,914 ft), Jeollabukdo có ngọn núi cùng tên.

### Incheon
- Goryeosan (고려산; 高麗山) – 436 metres (1,430 ft)
- Gyeyangsan (계양산;桂陽山) – 395 metres (1,296 ft)
- Haemyeongsan (해명산; 海明山) – 309 metres (1,014 ft)
- Horyonggoksan (호룡곡산; 虎龍谷山) – 246 metres (807 ft)
- Manisan (마니산; 摩尼山) – 469.4 metres (1,540 ft)
- Nakgasan (낙가산; 落袈山) – 235 metres (771 ft)
- Sangbongsan (상봉산; 上峰山) – 316 metres (1,037 ft)

### Gwangju
- Mudeungsan (무등산; 無等山) – 1,187 metres (3,894 ft)

### TỉnhDaejeon
- Gyejoksan (계족산; 鷄足山) – 429 metres (1,407 ft)
- Gyeryongsan (계룡산; 鷄龍山) – 845 metres (2,772 ft)
- Jangtaesan (장태산; 長泰山) – 471 metres (1,545 ft)
- Sikjangsan (식장산; 食藏山) – 596 metres (1,955 ft)

### Ulsan
- Baekunsan (백운산; 白雲山) – 885 metres (2,904 ft)
- Cheonhwangsan (천황산; 天皇山) – 1,189 metres (3,901 ft)
- Daeunsan (대운산; 大雲山) – 742 metres (2,434 ft).
- Dongdaesan (동대산) – 447 metres (1,467 ft)
- Gajisan (가지산; 迦智山) – 1,240 metres (4,070 ft)
- Ganwolsan (간월산; 肝月山) – 1,083.1 metres (3,553 ft)
- Goheonsan (고헌산; 高獻山) – 1,032 metres (3,386 ft)
- Hamwolsan (함월산) – 200 metres (660 ft)[1]
- Hwajangsan(화장산; 南巖山) – 285 metres (935 ft)
- Jaeyaksan (재약산; 載藥山) – 1,108 metres (3,635 ft)
- Munsusan (문수산; 文水山) – 543 metres (1,781 ft)
- Muryongsan (무룡산; 舞龍山) – 452 metres (1,483 ft)
- Namamsan (남암산; 南巖山) – 600 metres (2,000 ft)
- Sinbulsan (신불산; 神佛山) – 1,209 metres (3,967 ft)
- Yeomposan (염포산) – 203 metres (666 ft)[28]
- Yeongchuksan (영축산; 靈鷲山) – 1,081 metres (3,547 ft)
- Yeonhwasan (연화산; 蓮花山) – 532 metres (1,745 ft)

### TỉnhGyeonggi
- Baegunbong (백운봉; 白雲峰) – 940 metres (3,080 ft)
- Baegunsan (백운산; 白雲山) – 904.4 metres (2,967 ft)
- Baegunsan (백운산; 白雲山) – 567 metres (1,860 ft)
- Baekdunbong (백둔봉; 柏屯峰) – 974 metres (3,196 ft)
- Bakdalbong (박달봉; 朴達峰) – 810 metres (2,660 ft)
- Bukhansan (북한산; 北漢山) – 836.5 metres (2,744 ft)
- Bulgisan (불기산; 佛岐山) – 610 metres (2,000 ft)
- Bulgoksan (불곡산; 佛谷山) – 468.7 metres (1,538 ft)
- Bulgoksan (불곡산; 佛谷山) – 345 metres (1,132 ft)
- Buramsan (불암산; 佛岩山) – 468.7 metres (1,538 ft)
- Cheonbosan (천보산; 天寶山) – 336.8 metres (1,105 ft)
- Cheonggyesan (청계산; 淸溪山) – 620 metres (2,030 ft)
- Cheonggyesan (청계산; 淸溪山) – 658.4 metres (2,160 ft)
- Cheonggyesan (청계산; 淸溪山) – 849 metres (2,785 ft)
- Cheongwusan (청우산; 靑雨山) – 619 metres (2,031 ft)
- Cheonmasan (천마산; 天摩山) – 810.2 metres (2,658 ft)
- Chilbosan (칠보산; 七寶山) – 238 metres (781 ft)
- Chokdaebong (촉대봉; 燭臺峯) – 1,125 metres (3,691 ft)
- Chungnyungsan (축령산; 祝靈山) – 879 metres (2,884 ft)
- Daegeumsan (대금산; 大金山) – 704 metres (2,310 ft)
- Danwolbong (단월봉; 丹月峰) – 778 metres (2,552 ft)
- Dobongsan (도봉산; 道峰山) – 739.5 metres (2,426 ft)
- Dodeuramsan (도드람산; 도드람山) – 394 metres (1,293 ft)
- Doilbong (도일봉; 道一峰) – 864 metres (2,835 ft)
- Eobisan (어비산; 魚飛山) – 828 metres (2,717 ft)
- Gadeoksan (가덕산; 加德山) – 858 metres (2,815 ft)
- Gakkeulsan (각흘산; 角屹山) – 838 metres (2,749 ft)
- Galgisan (갈기산; 葛基山) – 685 metres (2,247 ft)
- Gamaksan (감악산; 紺岳山) – 675 metres (2,215 ft)
- Gangssibong (강씨봉; 姜氏峰) – 830 metres (2,720 ft)
- Garisan (가리산; 加里山) – 774.3 metres (2,540 ft)
- Geomdansan (검단산; 黔丹山) – 657 metres (2,156 ft)
- Geomdansan (검단산; 黔丹山) – 534.7 metres (1,754 ft)
- Geumjusan (금주산; 金珠山) – 569.2 metres (1,867 ft)
- Geummulsan (금물산; 今勿山) – 791 metres (2,595 ft)
- Godaesan (고대산; 高大山) – 832 metres (2,730 ft)
- Godongsan (고동산; 古桐山) – 600 metres (2,000 ft)
- Gokdalsan (곡달산; 鵠達山) – 628 metres (2,060 ft)
- Goraesan (고래산; 고래山) – 542.5 metres (1,780 ft)
- Gunamusan (구나무산; 구나무山) – 859 metres (2,818 ft)
- Gungmangbong (국망봉; 國望峰) – 1,168 metres (3,832 ft)
- Gwanaksan (관악산; 冠岳山) – 632 metres (2,073 ft)
- Gwaneumsan (관음산; 觀音山) – 733 metres (2,405 ft)
- Gwangdeoksan (광덕산; 廣德山) – 1,046 metres (3,432 ft)
- Gwanggyosan (광교산; 光橋山) – 582 metres (1,909 ft)
- Gwimokbong (귀목봉; 鬼木峰) – 1,036 metres (3,399 ft)
- Gyegwansan (계관산; 鷄冠山) – 665.4 metres (2,183 ft)
- Hamwangbong (함왕봉; 咸王峰) – 947 metres (3,107 ft)
- Homyeongsan (호명산; 虎鳴山) – 632 metres (2,073 ft)
- Hwaaksan (화악산; 華岳山) – 1,468.3 metres (4,817 ft)
- Hwayasan (화야산; 禾也山) – 755 metres (2,477 ft)
- Jijangbong (지장봉; 地藏峰) – 877.2 metres (2,878 ft)
- Jongjasan (종자산; 種子山) – 643 metres (2,110 ft)
- Jugeumsan (주금산; 鑄錦山) – 814 metres (2,671 ft)
- Jungwonsan (중원산; 中元山) – 800 metres (2,600 ft)
- Mindungsan (민둥산; 민둥山) – 1,023 metres (3,356 ft)
- Myeongjisan (명지산; 明智山) – 1,267 metres (4,157 ft)
- Myeongseongsan (명성산; 鳴聲山) – 922.6 metres (3,027 ft)
- Namhansan (남한산; 南漢山) – 460 metres (1,510 ft)
- Samseongsan (삼성산; 三聖山) – 481 metres (1,578 ft)
- Sanghaebong (상해봉; 上海峰) – 1,010 metres (3,310 ft)
- Sangsan (상산; 霜山) – 825 metres (2,707 ft)
- Seongjisan (성지산; 聖芝山) – 791 metres (2,595 ft)
- Seongnyongsan (석룡산; 石龍山) – 1,150 metres (3,770 ft)
- Seounsan (서운산; 瑞雲山) – 547.7 metres (1,797 ft)
- Sorisan (소리산; 小理山) – 479.2 metres (1,572 ft)
- Soyosan (소요산; 逍遙山) – 587 metres (1,926 ft)
- Sudeoksan (수덕산; 修德山) – 794 metres (2,605 ft)
- Suraksan (수락산; 水落山) – 637.7 metres (2,092 ft)
- Taehwasan (태화산; 太華山) – 641 metres (2,103 ft)
- Udusan (우두산; 牛頭山) – 473 metres (1,552 ft)
- Unaksan (운악산; 雲岳山) – 935.5 metres (3,069 ft)
- Ungilsan (운길산; 雲吉山) – 610.2 metres (2,002 ft)
- Wangbangsan (왕방산; 旺方山) – 737 metres (2,418 ft)
- Yebongsan (예봉산; 禮蜂山) – 683.2 metres (2,241 ft)
- Yeoninsan (연인산; 戀人山) – 1,068 metres (3,504 ft)
- Yongmunsan (용문산; 龍門山) – 1,157.2 metres (3,797 ft)
- Yumyeongsan (유명산; 有明山) – 862 metres (2,828 ft)

### TỉnhGangwon
- Amisan (아미산; 娥眉山) – 960.8 metres (3,152 ft)
- Ansan (안산; 鞍山) – 1,430 metres (4,690 ft)
- Baegamsan (백암산; 百岩山) – 1,099 metres (3,606 ft)
- Baegusan (백우산; 白羽山) – 894.7 metres (2,935 ft)
- Baegunsan (백운산; 白雲山) – 882.6 metres (2,896 ft)
- Baegunsan (백운산; 白雲山) – 904.4 metres (2,967 ft)
- Baegunsan (백운산; 白雲山) – 1,085.7 metres (3,562 ft)
- Baekbyeongsan (백병산; 白屛山) – 1,259.3 metres (4,132 ft)
- Baekdeoksan (백덕산; 白德山) – 1,350 metres (4,430 ft)
- Baekseoksan (백석산; 白石山) – 1,364.6 metres (4,477 ft)
- Bakjisan (박지산; 博芝山) – 1,394 metres (4,573 ft)
- Balgyosan (발교산; 髮校山) – 998 metres (3,274 ft)
- Balwangsan (발왕산; 發旺山) – 1,458.1 metres (4,784 ft)
- Banamsan (반암산; 盤岩山) – 832 metres (2,730 ft)
- Bangtaesan (방태산; 芳台山) – 1,444 metres (4,738 ft)
- Bawisan (바위산; None) – 858 metres (2,815 ft)
- Bokgyesan (복계산; 福桂山) – 1,054 metres (3,458 ft)
- Bokjusan (복주산; 伏主山) – 1,152 metres (3,780 ft)
- Bongboksan (봉복산; 鳳腹山) – 1,019 metres (3,343 ft)
- Bonghwasan (봉화산; 峰火山) – 487 metres (1,598 ft)
- Boraebong (보래봉; 寶來峰) – 1,324.3 metres (4,345 ft)
- Buyongsan (부용산; 芙蓉山) – 882 metres (2,894 ft)
- Cheongoksan (청옥산; 靑玉山) – 1,255.7 metres (4,120 ft)
- Cheongoksan (청옥산; 靑玉山) – 1,403.7 metres (4,605 ft)
- Cheonjibong (천지봉; 天地峰) – 1,087 metres (3,566 ft)
- Chiaksan (치악산; 雉岳山) – 1,288 metres (4,226 ft)
- Chokdaebong (촉대봉; 燭臺峯) – 1,125 metres (3,691 ft)
- Daeamsan (대암산; 大岩山) – 1,304 metres (4,278 ft)
- Daebawisan (대바위산; 大--山) – 1,091.4 metres (3,581 ft)
- Daedeoksan (대덕산; 大德山) – 1,307 metres (4,288 ft)
- Daemisan (대미산; 大美山) – 1,243.4 metres (4,079 ft)
- Daeseongsan (대성산; 大成山) – 1,175 metres (3,855 ft)
- Dalgibong (닭이봉; 鷄峰) – 1,028 metres (3,373 ft)
- Daraksan (다락산; 多樂山) – 1,018 metres (3,340 ft)
- Deokgasan (덕가산; 德加山) – 832 metres (2,730 ft)
- Deokgosan (덕고산; 德高山) – 1,125 metres (3,691 ft)
- Deokhangsan (덕항산; 德項山) – 1,070.7 metres (3,513 ft)
- Deoksusan (덕수산; 德修山) – 1,000.2 metres (3,281 ft)
- Dongdaesan (동대산; 東臺山) – 1,433.5 metres (4,703 ft)
- Durobong (두로봉; 頭老峰) – 1,421.9 metres (4,665 ft)
- Duryusan (두류산; 頭流山) – 993 metres (3,258 ft)
- Dutasan (두타산; 頭陀山) – 1,352.7 metres (4,438 ft)
- Duwibong (두위봉; 斗圍峰) – 1,465.9 metres (4,809 ft)
- Eodapsan (어답산; 御踏山) – 789 metres (2,589 ft)
- Eungbongsan (응봉산; 應峰山) – 1,359.6 metres (4,461 ft)
- Eungbongsan (응봉산; 應峰山) – 1,013 metres (3,323 ft)
- Eungbongsan (응봉산; 應峰山) – 1,094.9 metres (3,592 ft)
- Eungbongsan (응봉산; 應峰山) – 1,103.3 metres (3,620 ft)
- Eungbongsan (응봉산; 應峰山) – 999 metres (3,278 ft)
- Gachilbong (가칠봉; 加七峰) – 1,240.4 metres (4,070 ft)
- Gachilbong (가칠봉; 加漆峰) – 1,164 metres (3,819 ft)
- Gadeoksan (가덕산; 加德山) – 858 metres (2,815 ft)
- Gadeukbong (가득봉; 可得峰) – 1,059.7 metres (3,477 ft)
- Gaeinsan (개인산; 開仁山) – 1,341 metres (4,400 ft)
- Gakkeulsan (각흘산; 角屹山) – 838 metres (2,749 ft)
- Gamabong (가마봉; 加馬峰) – 1,191.5 metres (3,909 ft)
- Gamaksan (감악산; 紺岳山) – 886 metres (2,907 ft)
- Garibong (가리봉; 加里峰) – 1,518.5 metres (4,982 ft)
- Garisan (가리산; 加里山) – 1,050.7 metres (3,447 ft)
- Gariwangsan (가리왕산; 加里王山) – 1,560.6 metres (5,120 ft)
- Geombongsan (검봉산; 劍峰山) – 530.2 metres (1,740 ft)
- Geomunsan (거문산; 巨文山) – 1,175 metres (3,855 ft)
- Geumdaebong (금대봉; 金臺峰) – 1,408.1 metres (4,620 ft)
- Geumdangsan (금당산; 金堂山) – 1,173 metres (3,848 ft)
- Geumhaksan (금학산; 金鶴山) – 947 metres (3,107 ft)
- Geummulsan (금물산; 今勿山) – 791 metres (2,595 ft)
- Geunsan (근산; 近山) – 504.8 metres (1,656 ft)
- Godaesan (고대산; 高大山) – 832 metres (2,730 ft)
- Gogosan (고고산; 高古山) – 853.6 metres (2,801 ft)
- Gojeoksan (고적산; 高積山) – 1,353.9 metres (4,442 ft)
- Gombong (곰봉; 熊峰) – 930.3 metres (3,052 ft)
- Gongjaksan (공작산; 孔雀山) – 887 metres (2,910 ft)
- Gorupogisan (고루포기산; None) – 1,238.3 metres (4,063 ft)
- Gubongdaesan (구봉대산; 九峰臺山) – 900.7 metres (2,955 ft)
- Guhaksan (구학산; 九鶴山) – 971 metres (3,186 ft)
- Gwaebangsan (괘방산; 掛榜山) – 339 metres (1,112 ft)
- Gwangdeoksan (광덕산; 廣德山) – 1,046 metres (3,432 ft)
- Gwittaegibong (귀때기청봉; None) – 1,577.6 metres (5,176 ft)
- Gyebangsan (계방산; 桂芳山) – 1,577 metres (5,174 ft)
- Gyegwansan (계관산; 鷄冠山) – 665.4 metres (2,183 ft)
- Gyejoksan (계족산; 鷄足山) – 889.6 metres (2,919 ft)
- Hambaeksan (함백산; 咸白山) – 1,573 metres (5,161 ft)
- Heungjeongsan (흥정산; 興亭山) – 1,276.5 metres (4,188 ft)
- Horyeongbong (호령봉; 虎嶺峰) – 1,561 metres (5,121 ft)
- Hwaaksan (화악산; 華岳山) – 1,468.3 metres (4,817 ft)
- Hwangbyeongsan (황병산; 黃柄山) – 1,407.1 metres (4,616 ft)
- Hwangcheolbong (황철봉; 黃鐵山) – 1,381 metres (4,531 ft)
- Hoemokbong (회목봉; 檜木峰) – 1,027 metres (3,369 ft)
- Hoeryeongbong (회령봉; 會靈峰) – 1,331 metres (4,367 ft)
- Jamdusan (잠두산; 蠶頭山) – 1,243 metres (4,078 ft)
- Janggunbawisan (장군바위산; None) – 1,140.4 metres (3,741 ft)
- Jangmisan (장미산; 長美山) – 978.8 metres (3,211 ft)
- Jangsan (장산; 壯山) – 1,408 metres (4,619 ft)
- Jatbong (잣봉; None) – 537 metres (1,762 ft)
- Jeombongsan (점봉산; 點鳳山) – 1,424.2 metres (4,673 ft)
- Jewangsan (제왕산; 帝王山) – 840.6 metres (2,758 ft)
- Jungwangsan (중왕산; 中旺山) – 1,376.1 metres (4,515 ft)
- Madaesan (마대산; 馬垈山) – 1,052.2 metres (3,452 ft)
- Maebongsan (매봉산; 梅峰山) – 1,267.6 metres (4,159 ft)
- Maebongsan (매봉산; 梅峰山) – 1,279.6 metres (4,198 ft)
- Maebongsan (매봉산; 梅峰山) – 1,095 metres (3,593 ft)
- Maebongsan (매봉산; 梅峰山) – 1,271.1 metres (4,170 ft)
- Maehwasan (매화산; 梅花山) – 1,085 metres (3,560 ft)
- Maenghyeonbong (맹현봉; 孟峴峰) – 1,214 metres (3,983 ft)
- Majeoksan (마적산; 馬蹟山) – 605.2 metres (1,986 ft)
- Mangyeongdaesan (망경대산; 望景臺山) – 1,087.9 metres (3,569 ft)
- Masan (마산; 馬山) – 1,051.9 metres (3,451 ft)
- Mindungsan (민둥산; None) – 1,118.8 metres (3,671 ft)
- Mireuksan (미륵산; 彌勒山) – 696 metres (2,283 ft)
- Mogusan (목우산; 牧牛山) – 1,066 metres (3,497 ft)
- Munsubong (문수봉; 文殊峰) – 1,517 metres (4,977 ft)
- Myeongbongsan (명봉산; 鳴鳳山) – 599 metres (1,965 ft)
- Myeonsan (면산; 綿山) – 1,245.2 metres (4,085 ft)
- Nambyeongsan (남병산; 南屛山) – 1,149.7 metres (3,772 ft)
- Namdaebong (남대봉; 南台峰) – 1,187 metres (3,894 ft)
- Neunggyeongbong (능경봉; 陵京峰) – 1,123.2 metres (3,685 ft)
- Nochusan (노추산; 魯鄒山) – 1,342 metres (4,403 ft)
- Noinbong (노인봉; 老人峰) – 1,338.1 metres (4,390 ft)
- Obongsan (오봉산; 五峰山) – 779 metres (2,556 ft)
- Obongsan (오봉산; 五峰山) – 1,136 metres (3,727 ft)
- Odaesan (오대산; 五臺山) – 1,563.4 metres (5,129 ft)
- Oeumsan (오음산; 五音山) – 930 metres (3,050 ft)
- Palbongsan (팔봉산; 八峯山) – 302 metres (991 ft)
- Sajasan (사자산; 獅子山) – 1,120 metres (3,670 ft)
- Samaksan (삼악산; 三岳山) – 654 metres (2,146 ft)
- Sambangsan (삼방산; 三芳山) – 980 metres (3,220 ft)
- Samyeongsan (사명산; 四明山) – 1,197.6 metres (3,929 ft)
- Sangjeongbawisan (상정바위산; None) – 1,006 metres (3,301 ft)
- Sangwonsan (상원산; 上元山) – 862 metres (2,828 ft)
- Seogiamsan (석이암산; 石耳岩山) – 970.4 metres (3,184 ft)
- Seokbyeongsan (석병산; 石屛山) – 1,055.3 metres (3,462 ft)
- Seonbawisan (선바위산; None) – 1,042 metres (3,419 ft)
- Seondalsan (선달산; 先達山) – 1,236 metres (4,055 ft)
- Seongjisan (성지산; 聖芝山) – 791 metres (2,595 ft)
- Seongnyongsan (석룡산; 石龍山) – 1,150 metres (3,770 ft)
- Seonjaryeong (선자령; 仙子嶺) – 1,157 metres (3,796 ft)
- Seoraksan (설악산; 雪岳山) – 1,707.9 metres (5,603 ft), Ngọn núi cao thứ 3 Hàn Quốc và là cao thứ 2 trên đất liền Hàn Quốc.
- Seungdusan (승두산; 僧頭山) – 1,013 metres (3,323 ft)
- Sinseonbong (신선봉; 神仙峰) – 1,204 metres (3,950 ft)
- Sipjabong (십자봉; 十字峰) – 985 metres (3,232 ft)
- Sogyebangsan (소계방산; 小桂坊山) – 1,490.3 metres (4,889 ft)
- Soppulsan (소뿔산; None) – 1,118 metres (3,668 ft)
- Taebaeksan (태백산; 太白山) – 1,566.7 metres (5,140 ft)
- Taegisan (태기산; 泰岐山) – 1,258.8 metres (4,130 ft)
- Taehwasan (태화산; 太華山) – 1,027.4 metres (3,371 ft)
- Ungyosan (운교산; 雲橋山) – 925 metres (3,035 ft)
- Unmusan (운무산; 雲霧山) – 980.3 metres (3,216 ft)
- Wantaeksan (완택산; 完澤山) – 916.1 metres (3,006 ft)
- Yaksusan (약수산; 藥水山) – 1,306.2 metres (4,285 ft)
- Yeonyeopsan (연엽산; 蓮葉山) – 850 metres (2,790 ft)
- Yonghwasan (용화산; 龍華山) – 878.4 metres (2,882 ft)
- Yukbaeksan (육백산; 六百山) – 1,244.6 metres (4,083 ft)

### TỉnhChungcheong Bắc
- Akwibong (악휘봉; 樂輝峰) – 940 metres (3,080 ft) [226]
- Baegaksan (백악산; 百岳山) – 858 metres (2,815 ft) [227]
- Baegunsan (백운산; 白雲山) – 1,085.7 metres (3,562 ft)
- Baekhwasan (백화산; 白華山) – 933 metres (3,061 ft) [228]
- Baekhwasan (백화산; 白華山) – 1,064 metres (3,491 ft) [229]
- Bakdalsan (박달산; 朴達山) – 825 metres (2,707 ft) [230]
- Bakjwibong (박쥐봉; None) – 782 metres (2,566 ft) [231]
- Boryeonsan (보련산; 寶蓮山) – 765 metres (2,510 ft) [232]
- Bubong (부봉; 釜峰) – 917 metres (3,009 ft) [233]
- Bukbawisan (북바위산; 北-山) – 722 metres (2,369 ft) [234]
- Cheondeungsan (천등산; 天燈山) – 807 metres (2,648 ft) [235]
- Cheonghwasan (청화산; 靑華山) – 984 metres (3,228 ft) [236]
- Cheontaesan (천태산; 天台山) – 714.7 metres (2,345 ft) [237]
- Chilbosan (칠보산; 七寶山) – 778 metres (2,552 ft) [238]
- Daemisan (대미산; 大美山) – 1,115 metres (3,658 ft) [239]
- Daeseongsan (대성산; 大成山) – 705 metres (2,313 ft) [240]
- Daeyasan (대야산; 大耶山) – 931 metres (3,054 ft) [241]
- Deokgasan (덕가산; 德加山) – 858 metres (2,815 ft) [242]
- Domyeongsan (도명산; 道明山) – 642 metres (2,106 ft) [243]
- Dongsan (동산; 東山) – 896 metres (2,940 ft) [244]
- Doraksan (도락산; 道樂山) – 964.4 metres (3,164 ft) [245]
- Dosolbong (도솔봉; 兜率峰) – 1,314.2 metres (4,312 ft) [246]
- Eoraesan (어래산; 御來山) – 1,063.6 metres (3,490 ft) [247]
- Gaeunsan (가은산; 加隱山) – 575 metres (1,886 ft) [248]
- Gaseopsan (가섭산; 迦葉山) – 710 metres (2,330 ft)
- Gakhosan (각호산; 角虎山) – 1,178.8 metres (3,867 ft) [249]
- Galgisan (갈기산; 葛基山) – 595 metres (1,952 ft) [250]
- Gamaksan (감악산; 紺岳山) – 886 metres (2,907 ft) [137]
- Geumsusan (금수산; 錦繡山) – 1,015.8 metres (3,333 ft) [251]
- Gubyeongsan (구병산; 九屛山) – 876 metres (2,874 ft) [252]
- Gudambong (구담봉; 龜潭峯) – 330 metres (1,080 ft) [253]
- Guhaksan (구학산; 九鶴山) – 971 metres (3,186 ft) [153]
- Gungmangbong (국망봉; 國望峰) – 1,420 metres (4,660 ft) [254]
- Gunjasan (군자산; 君子山) – 948 metres (3,110 ft) [255]
- Guwangbong (구왕봉; 九王峰) – 1,244.6 metres (4,083 ft) [256]
- Gyemyeongsan (계명산; 鷄明山) – 774 metres (2,539 ft)
- Haseolsan (하설산; 夏雪山) – 1,027.7 metres (3,372 ft) [257]
- Heiyangsan (희양산; 曦陽山) – 998 metres (3,274 ft) [258]
- Hwangaksan (황악산; 黃嶽山) – 1,111 metres (3,645 ft) [259]
- Hwangjeongsan (황정산; 黃庭山) – 959 metres (3,146 ft) [260]
- Hyeongjebong (형제봉; 兄弟峰) – 1,177.5 metres (3,863 ft) [261]
- Imanbong (이만봉; 二萬峰) – 989 metres (3,245 ft) [262]
- Indeungsan (인등산; 人登山) – 666 metres (2,185 ft) [263]
- Jakseongsan (작성산; 鵲城山) – 845.5 metres (2,774 ft) [264]
- Jangseongbong (장성봉; 長城峰) – 916.3 metres (3,006 ft) [265]
- Jebibong (제비봉; 帝妃峰) – 710 metres (2,330 ft) [159]
- Johangsan (조항산; 鳥項山) – 953.6 metres (3,129 ft) [266]
- Joryeongsan (조령산; 鳥嶺山) – 1,025 metres (3,363 ft) [267]
- Jukyeopsan (죽엽산; 竹葉山) – 859.2 metres (2,819 ft) [268]
- Jungdaebong (중대봉; 中臺峰) – 830 metres (2,720 ft) [269]
- Makjangbong (막장봉; 幕場峰) – 868 metres (2,848 ft) [270]
- Mangdeokbong (망덕봉; 望德峰) – 928 metres (3,045 ft) [271]
- Manisan (마니산; 摩尼山) – 640 metres (2,100 ft)
- Mansubong (만수봉; 萬壽峰) – 983.2 metres (3,226 ft) [272]
- Minjujisan (민주지산; 岷周之山) – 1,242 metres (4,075 ft) [273]
- Munsubong (문수봉; 文繡峰) – 1,161.5 metres (3,811 ft) [274]
- Nagyeongsan (낙영산; 落影山) – 740 metres (2,430 ft) [275]
- Namgunjasan (남군자산; 南君子山) – 836 metres (2,743 ft) [276]
- Namsan (남산; 南山) – 353.2 metres (1,159 ft)
- Oksunbong (옥순봉; 玉荀峯) – 286 metres (938 ft) [253]
- Poamsan (포암산; 布岩山) – 961.7 metres (3,155 ft) [277]
- Poseongbong (포성봉; 捕城峰) – 933 metres (3,061 ft) [278]
- Sambongsan (삼봉산; 三峰山) – 910 metres (2,990 ft) [279]
- Samdobong (삼도봉; 三道峰) – 1,176 metres (3,858 ft) [280]
- Seounsan (서운산; 瑞雲山) – 547.7 metres (1,797 ft)
- Sinseonbong (신선봉; 神仙峰) – 967 metres (3,173 ft) [281]
- Sinseonbong (신선봉; 神仙峰) – 845 metres (2,772 ft) [282]
- Sipjabong (십자봉; 十字峰) – 985 metres (3,232 ft) [213]
- Sobaeksan (소백산; 小白山) – 1,440 metres (4,720 ft) [283]
- Songnisan (속리산; 俗離山) – 1,058.4 metres (3,472 ft) [284]
- Suribong (수리봉; 守理峰) – 761 metres (2,497 ft) [285]
- Suribong (수리봉; 守理峰) – 1,019 metres (3,343 ft) [286]
- Taehwasan (태화산; 太華山) – 1,027.4 metres (3,371 ft) [218]
- Woraksan (월악산; 月岳山) – 1,094 metres (3,589 ft) [287]

### TỉnhChungcheong Nam
- Amisan (아미산; 峨嵋山) – 630 metres (2,070 ft) [288]
- Barangsan (바랑산; None) – 555 metres (1,821 ft) [289]
- Baekhwasan (백화산; 白華山) – 233 metres (764 ft)
- Cheontaesan (천태산; 天台山) – 714.7 metres (2,345 ft) [237]
- Chilbongsan (칠봉산; 七峰山) – 362 metres (1,188 ft) [290]
- Chilgapsan (칠갑산; 七甲山) – 560.6 metres (1,839 ft) [291]
- Daedunsan (대둔산; 大屯山) – 877.7 metres (2,880 ft) [292]
- Deoksungsan (덕숭산; 德崇山) – 495 metres (1,624 ft) [293]
- Gayasan (가야산; 伽倻山) – 677.6 metres (2,223 ft) [294]
- Gobulsan (고불산; 古佛山) – 310 metres (1,020 ft) [295]
- Gwangdeoksan (광덕산; 廣德山) – 699 metres (2,293 ft) [296]
- Gyeryongsan (계룡산; 鷄龍山) – 845 metres (2,772 ft) [19]
- Heukseongsan (흑성산; 黑城山) – 519 metres (1,703 ft)
- Illaksan (일락산; 日落山) – 521.4 metres (1,711 ft) [297]
- Jinaksan (진악산; 進樂山) – 732.3 metres (2,403 ft) [298]
- Mansusan (만수산; 萬壽山) – 574.4 metres (1,885 ft) [299]
- Museongsan (무성산; 武城山) – 614 metres (2,014 ft) [295]
- Obongsan (오봉산; 五峰山) – 262 metres (860 ft)
- Oseosan (오서산; 烏棲山) – 790.7 metres (2,594 ft) [300]
- Palbongsan (팔봉산; 八峯山) – 362 metres (1,188 ft)
- Seodaesan (서대산; 西臺山) – 903.7 metres (2,965 ft) [301]
- Taehwasan (태화산; 太華山) – 416 metres (1,365 ft)
- Wolseongbong (월성봉; 月城峰) – 903.7 metres (2,965 ft) [289]
- Yongbongsan (용봉산; 龍鳳山) – 381 metres (1,250 ft) [302]

### TỉnhJeolla Bắc
- Baegambong (백암봉; 百岩峰) – 1,503 metres (4,931 ft) [303]
- Baegunsan (백운산; 白雲山) – 1,278.6 metres (4,195 ft) [304]
- Bangjangsan (방장산; 方丈山) – 742.8 metres (2,437 ft) [305]
- Bangmunsan (방문산; 方文山) – 606 metres (1,988 ft) [306]
- Banyabong (반야봉; 般若峰) – 1,733.5 metres (5,687 ft) [307]
- Baraebong (바래봉; None) – 1,165 metres (3,822 ft) [308]
- Bonghwasan (봉화산; 烽火山) – 920 metres (3,020 ft) [309]
- Bugwisan (부귀산; 富貴山) – 806.4 metres (2,646 ft) [310]
- Byeonsan (변산; 邊山) – 509 metres (1,670 ft) [311]
- Cheondeungsan (천등산; 天燈山) – 707 metres (2,320 ft)
- Chilbosan (칠보산; 七寶山) – 469 metres (1,539 ft)
- Chuwolsan (추월산; 秋月山) – 731.2 metres (2,399 ft) [312]
- Daedeoksan (대덕산; 大德山) – 1,290 metres (4,230 ft) [313]
- Deogyusan (덕유산; 德裕山) – 1,614 metres (5,295 ft) [314]
- Deoktaesan (덕태산; 德泰山) – 1,113.2 metres (3,652 ft) [315]
- Gangcheonsan (강천산; 剛泉山) – 583.7 metres (1,915 ft) [316]
- Gubongsan (구봉산; 九峰山) – 919 metres (3,015 ft) [317]
- Hambaeksan (함백산; 咸白山) – 1,572.9 metres (5,160 ft) [318]
- Hoemunsan (회문산; 回文山) – 837 metres (2,746 ft)
- Jangansan (장안산; 長安山) – 1,236.9 metres (4,058 ft) [319]
- Jeoksangsan (적상산; 赤裳山) – 1,034 metres (3,392 ft) [320]
- Maisan (마이산; 馬耳山) – 686 metres (2,251 ft) [321]
- Manbokdae (만복대; 萬福臺) – 1,433.4 metres (4,703 ft) [322]
- Manhaengsan (만행산; 萬行山) – 909.6 metres (2,984 ft) [323]
- Minjujisan (민주지산; 岷周之山) – 1,242 metres (4,075 ft) [273]
- Mireuksan (미륵산; 彌勒山) – 430 metres (1,410 ft)
- Moaksan (모악산; 母岳山) – 793 metres (2,602 ft) [324]
- Mundeokbong (문덕봉; 門德峰) – 598 metres (1,962 ft) [325]
- Muryongsan (무룡산; 舞龍山) – 1,492 metres (4,895 ft) [326]
- Naebyeonsan (내변산; 內邊山) – 459 metres (1,506 ft) [327]
- Naejangsan (내장산; 內藏山) – 763 metres (2,503 ft) [328]
- Namdeogyusan (남덕유산; 南德裕山) – 1,507.4 metres (4,946 ft) [329]
- Obongsan (오봉산; 五峰山) – 513 metres (1,683 ft)
- Palgongsan (팔공산; 八公山) – 1,151 metres (3,776 ft) [330] Daegu có ngọn núi trùng tên,
- Samdobong (삼도봉; 三道峰) – 1,176 metres (3,858 ft) [280]
- Seongaksan (선각산; 仙閣山) – 1,142 metres (3,747 ft) [331]
- Seongsusan (성수산; 聖壽山) – 1,059.2 metres (3,475 ft) [332]
- Seonunsan (선운산; 禪雲山) – 336 metres (1,102 ft) [333]
- Unjangsan (운장산; 雲長山) – 1,125.9 metres (3,694 ft) [334]
- Yeonseoksan (연석산; 硯石山) – 925 metres (3,035 ft) [335]

### TỉnhJeolla Nam
- Baegambong (백암봉; 百岩峰) – 1,503 metres (4,931 ft) [303]
- Baegunsan (백운산; 白雲山) – 1,217.8 metres (3,995 ft) [336]
- Baekamsan (백암산; 百岩山) – 741.2 metres (2,432 ft) [337]
- Bangjangsan (방장산; 方丈山) – 742.8 metres (2,437 ft) [305]
- Bangmunsan (방문산; 方文山) – 606 metres (1,988 ft) [306]
- Banyabong (반야봉; 般若峰) – 1,733.5 metres (5,687 ft) [307]
- Bulgapsan (불갑산; 佛甲山) – 515.9 metres (1,693 ft) [338]
- Byeongpungsan (병풍산; 屛風山) – 822 metres (2,697 ft) [339]
- Cheondeungsan (천등산; 天燈山) – 550 metres (1,800 ft)
- Cheongwansan (천관산; 天冠山) – 723.1 metres (2,372 ft) [340]
- Chuwolsan (추월산; 秋月山) – 731.2 metres (2,399 ft) [312]
- Dalmasan (달마산; 達摩山) – 489 metres (1,604 ft) [341]
- Deokyusan (덕유산; 德裕山) – 1,614 metres (5,295 ft) [314]
- Dongaksan (동악산; 動樂山) – 745 metres (2,444 ft) [342]
- Dosolbong (도솔봉; 兜率峯) – 1,123.4 metres (3,686 ft) [343]
- Duryunsan (두륜산; 頭輪山) – 700 metres (2,300 ft) [344]
- Heukseoksan (흑석산; 黑石山) – 650 metres (2,130 ft) [345]
- Gajisan (가지산; 迦智山) – 509.9 metres (1,673 ft) [346]
- Gangcheonsan (강천산; 剛泉山) – 583.7 metres (1,915 ft) [316]
- Geumjeonsan (금전산; 金錢山) – 667.9 metres (2,191 ft) [347]
- Geumosan (금오산; 金鰲山) – 323 metres (1,060 ft) [348]
- Gitdaebong (깃대봉; None) – 367.8 metres (1,207 ft) [349]
- Goribong (고리봉;--峰) – 1,248 metres (4,094 ft) [350]
- Illimsan (일림산; 日林山) – 667.5 metres (2,190 ft) [351]
- Imamsan (임암산; 笠岩山) – 654.8 metres (2,148 ft) [352]
- Jeamsan (제암산; 帝岩山) – 807 metres (2,648 ft) [353]
- Jeokjasan (적자산; 赤紫山) – 435 metres (1,427 ft) [354]
- Jirisan (지리산; 智異山) – 1,915 metres (6,283 ft),[355] Ngọn núi cao thứ 2 Hàn Quốc và là cao nhất trên đất liền Hàn Quốc.
- Jogyesan (조계산; 曹溪山) – 887.1 metres (2,910 ft) [356]
- Jujaksan (주작산; 朱雀山) – 475 metres (1,558 ft) [357]
- Manbokdae (만복대; 萬福臺) – 1,433.4 metres (4,703 ft)[322]
- Mandeoksan (만덕산; 萬德山) – 409 metres (1,342 ft) [358]
- Mohusan (모후산; 母後山) – 918.9 metres (3,015 ft) [359]
- Mudeungsan (무등산; 無等山) – 1,187 metres (3,894 ft) [18]
- Muryongsan (무룡산; 舞龍山) – 1,492 metres (4,895 ft) [326]
- Nogodan (노고단; 老姑壇) – 1,507 metres (4,944 ft) [360]
- Obongsan (오봉산; 五峰山) – 644 metres (2,113 ft)
- Obongsan (오봉산; 五峰山) – 392 metres (1,286 ft)
- Palyeongsan (팔영산; 八影山) – 608.6 metres (1,997 ft) [361]
- Sajasan (사자산; 獅子山) – 666 metres (2,185 ft) [362]
- Sambongsan (삼봉산; 三峰山) – 1,186.7 metres (3,893 ft) [363]
- Samjeongsan (삼정산; 三丁山) – 1,225 metres (4,019 ft) [364]
- Sanghwangbong (상황봉; 像皇峰) – 644 metres (2,113 ft) [365]
- Sanseongsan (산성산; 山城山) – 603 metres (1,978 ft) [366]
- Suinsan (수인산; 修仁山) – 561.2 metres (1,841 ft) [367]
- Suwolsan (수월산; 水越山) – 128 metres (420 ft) [368]
- Wangsirubong (왕시루봉; None) – 1,243 metres (4,078 ft) [369]
- Wolchulsan (월출산; 月出山) – 808.7 metres (2,653 ft) [370]
- Yeongchwisan (영취산; 靈鷲山) – 510 metres (1,670 ft) [371]

### TỉnhGyeongsang Bắc
- Baegaksan (백악산; 百岳山) – 858 metres (2,815 ft) [227]
- Baegamsan (백암산; 百岩山) – 1,004 metres (3,294 ft) [372]
- Baekhwasan (백화산; 白華山) – 1,064 metres (3,491 ft) [229]
- Baekhwasan (백화산; 白華山) – 933 metres (3,061 ft) [228]
- Biseulsan (비슬산; 琵瑟山) – 1,083.6 metres (3,555 ft) [373]
- Bohyeonsan (보현산; 普賢山) – 1,121 metres (3,678 ft)
- Bonghwangsan (봉황산; 鳳凰山) – 819 metres (2,687 ft) [374]
- Bubong (부봉; 釜峰) – 917 metres (3,009 ft) [233]
- Cheondeungsan (천등산; 天燈山) – 574 metres (1,883 ft)
- Cheongnyangsan (청량산; 淸凉山) – 870.4 metres (2,856 ft) [375]
- Cheongoksan (청옥산; 靑玉山) – 1,276.5 metres (4,188 ft) [376]
- Cheonjusan (천주산; 天柱山) – 824 metres (2,703 ft) [377]
- Chilbongsan (칠봉산; 七峰山) – 600 metres (2,000 ft) [378]
- Chilbosan (칠보산; 七寶山) – 469 metres (1,539 ft)
- Chunghwasan (청화산; 靑華山) – 984.2 metres (3,229 ft) [379]
- Daedeoksan (대덕산; 大德山) – 1,290 metres (4,230 ft) [313]
- Daemisan (대미산; 大美山) – 1,115 metres (3,658 ft) [239]
- Daeyasan (대야산; 大耶山) – 931 metres (3,054 ft) [241]
- Danseoksan (단석산; 斷石山) – 827.2 metres (2,714 ft) [380]
- Dojangsan (도장산; 道藏山) – 827.9 metres (2,716 ft) [381]
- Dongyongsan (독용산; 禿用山) – 955.5 metres (3,135 ft) [382]
- Dosolbong (도솔봉; 兜率峰) – 1,314.2 metres (4,312 ft) [246]
- Dundeoksan (둔덕산; 屯德山) – 969.4 metres (3,180 ft) [383]
- Eungbongsan (응봉산; 應峰山) – 999 metres (3,278 ft) [132]
- Gajisan (가지산; 加智山) – 1,240 metres (4,070 ft) [22]
- Gakhwasan (각화산; 覺華山) – 1,177 metres (3,862 ft) [384]
- Gapjangsan (갑장산; 甲長山) – 805.7 metres (2,643 ft)[385]
- Gasan (가산; 假山) – 901.6 metres (2,958 ft) [13]
- Gayasan (가야산; 伽倻山) – 1,430 metres (4,690 ft) [386]
- Geommasan (검마산; 劍馬山) – 1,017.2 metres (3,337 ft) [387]
- Geumosan (금오산; 金烏山) – 976.6 metres (3,204 ft) [388]
- Goheonsan (고헌산; 高獻山) – 1,032 metres (3,386 ft) [24]
- Gonddeoksan (공덕산; 公德山) – 912.9 metres (2,995 ft) [389]
- Guksabong (국사봉; 國師峰) – 728 metres (2,388 ft) [390]
- Guryongsan (구룡산; 九龍山) – 1,345.7 metres (4,415 ft) [391]
- Guwangbong (구왕봉; 九王峰) – 877 metres (2,877 ft) [256]
- Gyeonggaksan (경각산; 鯨角山) – 659.3 metres (2,163 ft) [392]
- Heiyangsan (희양산; 曦陽山) – 998 metres (3,274 ft) [258]
- Hwangaksan (황악산; 黃嶽山) – 1,111 metres (3,645 ft) [259]
- Hwanghaksan (황학산; 黃鶴山) – 912 metres (2,992 ft)
- Hwangjangsan (황장산; 黃腸山) – 1,077.4 metres (3,535 ft) [393]
- Hyeongjebong (형제봉; 兄弟峰) – 1,177.5 metres (3,863 ft) [261]
- Imanbong (이만봉; 二萬峰) – 989 metres (3,245 ft) [262]
- Ilwolsan (일월산; 日月山) – 1,219 metres (3,999 ft) [394]
- Jangseongbong (장성봉; 長城峰) – 916.3 metres (3,006 ft)[265]
- Jeoksangsan (적상산; 赤裳山) – 1,024 metres (3,360 ft) [320]
- Joryeongsan (조령산; 鳥嶺山) – 1,025 metres (3,363 ft) [267]
- Juheulsan (주흘산; 主屹山) – 1,106 metres (3,629 ft) [395]
- Juwangsan (주왕산; 周王山) – 720.6 metres (2,364 ft) [396]
- Mireuksan (미륵산; 彌勒山) – 901 metres (2,956 ft)
- Munboksan (문복산; 文福山) – 1,015 metres (3,330 ft)
- Munsubong (문수봉; 文繡峰) – 1,161.5 metres (3,811 ft) [274]
- Munsubong (문수봉; 文殊峰) – 1,517 metres (4,977 ft) [187]
- Munsusan (문수산; 文殊山) – 1,205 metres (3,953 ft) [397]
- Myeonsan (면산; 綿山) – 1,245.2 metres (4,085 ft) [189]
- Naeyeonsan (내연산; 內延山) – 710 metres (2,330 ft) [398]
- Namsan (남산; 南山) – 466 metres (1,529 ft) [399]
- Namsan (남산; 南山) – 821 metres (2,694 ft)
- Noeumsan (노음산; 露陰山) – 728.5 metres (2,390 ft) [400]
- Noejeongsan (뇌정산; 雷霆山) – 991.4 metres (3,253 ft) [401]
- Obongsan (오봉산; 五峰山) – 235 metres (771 ft)
- Obongsan (오봉산; 五峰山) – 688 metres (2,257 ft)
- Palgaksan (팔각산; 八角山) – 632.7 metres (2,076 ft) [402]
- Palgongsan (팔공산; 八公山) – 1,199 metres (3,934 ft) [403]
- Poamsan (포암산; 布岩山) – 961.7 metres (3,155 ft) [277]
- Poseongbong (포성봉; 捕城峰) – 933 metres (3,061 ft) [278]
- Samdobong (삼도봉; 三道峰) – 1,176 metres (3,858 ft) [280]
- Seondalsan (선달산; 先達山) – 1,236 metres (4,055 ft) [208]
- Seonginbong (성인봉; 聖人峰) – 983.6 metres (3,227 ft) [404]
- Sobaeksan (소백산; 小白山) – 1,440 metres (4,720 ft) [283]
- Songnisan (속리산; 俗離山) – 1,058.4 metres (3,472 ft) [284]
- Sudosan (수도산; 修道山) – 1,316.8 metres (4,320 ft)[405]
- Taebaeksan (태백산; 太白山) – 1,566.7 metres (5,140 ft) [216]
- Tohamsan (토함산; 吐含山) – 745 metres (2,444 ft) [406]
- Tongosan (통고산; 通高山) – 1,066.5 metres (3,499 ft) [407]
- Undalsan (운달산; 雲達山) – 1,097.2 metres (3,600 ft) [408]
- Unmunsan (운문산; 雲門山) – 1,195 metres (3,921 ft) [22]
- Wangdusan (왕두산; 王頭山) – 1,044.2 metres (3,426 ft) [409]
- Yeonyeopsan (연엽산; 蓮葉山) – 775 metres (2,543 ft)

### TỉnhGyeongsang Nam
- Baegunsan (백운산; 白雲山) – 1,278.6 metres (4,195 ft)
- Bigyesan (비계산; 飛鷄山) – 1,125.7 metres (3,693 ft)
- Bongdaesan (봉대산; 烽臺山) – 409 metres (1,342 ft)
- Bulmosan (불모산; 佛母山) – 399 metres (1,309 ft)
- Byeokbangsan (벽방산; 碧芳山) – 650 metres (2,130 ft)
- Byeolyusan (별유산; 別有山) – 1,046.2 metres (3,432 ft)
- Cheonhwangsan (천황산; 天皇山) – 1,189 metres (3,901 ft)
- Cheonseongsan (천성산; 千聖山) – 811.5 metres (2,662 ft)
- Cheontaesan (천태산; 天台山) – 631 metres (2,070 ft)
- Chilhyeonsan (칠현산; 七賢山) – 349 metres (1,145 ft)
- Daeseongsan (대성산; 大成山) – 593 metres (1,946 ft)
- Danjibong (단지봉; 丹芝峯) – 1,326.7 metres (4,353 ft)
- Eungbongsan (응봉산; 應峰山) – 473 metres (1,552 ft)
- Gajisan (가지산; 加智山) – 1,240 metres (4,070 ft)
- Garasan (가라산; 加羅山) – 580 metres (1,900 ft)
- Gayasan (가야산; 伽倻山) – 1,430 metres (4,690 ft)
- Geomangsan (거망산; 擧網山) – 1,184 metres (3,885 ft)
- Geumjeongsan (금정산; 金井山) – 801.5 metres (2,630 ft)
- Geumsan (금산; 錦山) – 701 metres (2,300 ft)
- Geumosan (금오산; 金烏山) – 776 metres (2,546 ft)
- Geumwonsan (금원산; 金猿山) – 1,352.5 metres (4,437 ft)
- Gibaeksan (기백산; 箕白山) – 1,331 metres (4,367 ft)
- Gwaegwansan (괘관산; 掛冠山) – 1,251.6 metres (4,106 ft)
- Gwaebangsan (괘방산; 掛榜山) – 450 metres (1,480 ft)
- Gwannyongsan (관룡산; 觀龍山) – 739 metres (2,425 ft)
- Gyebangsan (계방산; 桂芳山) –
- Gyeryongsan (계룡산; 鷄龍山) – 566 metres (1,857 ft)
- Hogusan (호구산; 虎丘山) – 618 metres (2,028 ft)
- Hwamaesan (황매산; 黃梅山) – 1,108 metres (3,635 ft)
- Hwangmaesan (황매산; 黃梅山) – 1,108 metres (3,635 ft)
- Hwangseoksan (황석산; 黃石山) – 1,235 metres (4,052 ft)
- Hwawangsan (화왕산; 火旺山) – 756.6 metres (2,482 ft)
- Hyangnosan (향로산) – 979 metres (3,212 ft)
- Jaeyaksan (재약산; 載藥山) – 1,108 metres (3,635 ft)
- Jagulsan (자굴산; 自堀山) – 897 metres (2,943 ft)
- Jarimangsan (자리망산; 智異望山) – 398 metres (1,306 ft)
- Jirisan (지리산; 智異山) – 1,915 metres (6,283 ft)
- Jirisan (지리산; 智異山) – 397.6 metres (1,304 ft)
- Mangsan (망산; None) – 406 metres (1,332 ft)
- Minyeobong (미녀봉; 美女山) – 930 metres (3,050 ft)
- Mireuksan (미륵산; 彌勒山) – 461 metres (1,512 ft)
- Muhaksan (무학산; 舞鶴山) – 761.2 metres (2,497 ft)
- Namdeogyusan (남덕유산; 南德裕山) – 1,507.4 metres (4,946 ft)
- Nojasan (노자산; 老子山) – 565 metres (1,854 ft)
- Obongsan (오봉산; 五峰山) – 967 metres (3,173 ft)
- Obongsan (오봉산; 五峰山) – 525 metres (1,722 ft)
- Sambongsan (삼봉산; 三峰山) – 1,254 metres (4,114 ft)
- Sambongsan (삼봉산; 三峰山) – 1,186.7 metres (3,893 ft)
- Samjeongsan (삼정산; 三丁山) – 1,225 metres (4,019 ft)
- Samsinbong (삼신봉; 三神峰) – 1,284 metres (4,213 ft)
- Seobuksan (서북산; 西北山) – 738.5 metres (2,423 ft)
- Seolheulsan (설흘산; 雪屹山) – 488 metres (1,601 ft)
- Seongjesan (성제봉; 聖帝峰) – 1,115 metres (3,658 ft)
- Sinbulsan (신불산; 神佛山) – 1,209 metres (3,967 ft)
- Ungseokbong (웅석봉; 熊石峰) – 1,099 metres (3,606 ft)
- Unmunsan (운문산; 雲門山) – 1,195 metres (3,921 ft)
- Waryongsan (와룡산; 臥龍山) – 798.6 metres (2,620 ft)
- Wolbongsan (월봉산; 月峰山) – 1,279.2 metres (4,197 ft)
- Wonhyosan (원효산; 元曉山) – 922.2 metres (3,026 ft)
- Worasan (월아산; 月牙山) – 482 metres (1,581 ft)
- Wudusan (우두산; 牛頭山) – 1,046 metres (3,432 ft)
- Yanggaksan (양각산; 兩角山) – 1,130 metres (3,710 ft)
- Yeohangsan (여항산; 艅航山) – 770 metres (2,530 ft)
- Yeongchuksan (영축산; 靈鷲山) – 1,081 metres (3,547 ft)
- Yeongsinbong (영신봉; 靈神峰) – 1,652.9 metres (5,423 ft)
- Yeonhwasan (연화산; 蓮華山) – 528 metres (1,732 ft)

### Tỉnh Jeju
- Hallasan (한라산; 漢拏山) – 1,947.06 metres (6,388.0 ft), Ngọn núi cao nhất Hàn Quốc.[2]